# Csaba Hámori

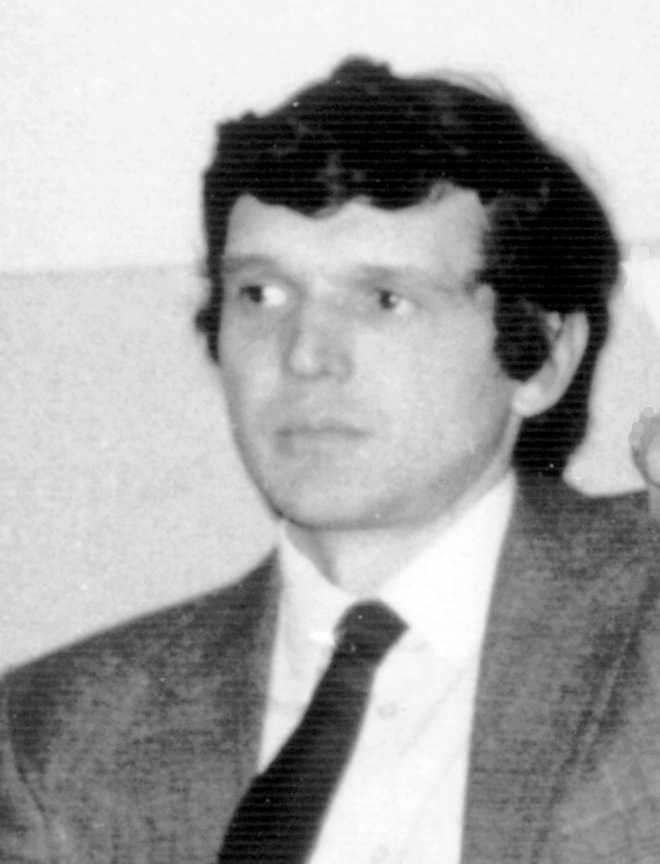
Csaba Hámori (1970er Jahre)

Csaba Hámori (* 22. November 1948 in Budakeszi, Komitat Pest-Pilis-Solt-Kiskun) ist ein ehemaliger ungarische Politiker der Ungarischen Sozialistischen Arbeiterpartei MSZMP (Magyar Szocialista Munkáspárt) sowie der Ungarischen Sozialistischen Partei MSZP (Magyar Szocialista Párt), der unter anderem zwischen 1984 und 1988 Erster Sekretär des Kommunistischen Jugendverbandes KISZ war. Auf dem XIII. Parteikongress am 28. März 1985 wurde er zum Mitglied des Politbüro des ZK der MSZMP gewählt und gehörte diesem obersten Führungsgremium der Ungarischen Sozialistischen Arbeiterpartei bis zum 24. Juni 1989 an.

## Leben

### Studium, Jugendfunktionär und Erster Sekretär des KISZ
Hámori, Sohn einer Familie von Intellektuellen, begann nach dem Besuch des Attila József-Gymnasiums in Budapest 1967 ein Studium der Chemie an der Technischen Universität Budapest BME (Budapesti Műszaki Egyetem), das er 1973 mit einem Diplom abschloss. Anschließend war er bis 1980 als Assistenzprofessor für Wärmeenergie und Wärmelehre an der Abteilung für Energie der BME tätig.
Zugleich begann Hámori, der 1970 als Mitglied der MSZMP beitrat, seine politische Laufbahn beim KISZ(Magyar Kommunista Ifjúsági Szövetség), dem Jugendverband der MSZMP, und zwar zunächst zwischen 1973 und 1976 als Mitglied des Jugendausschusses des KISZ an der BME, deren Sekretär er von 1975 bis 1976 war. 1975 wechselte er in die Zentralleitung des KISZ und war dort in der Organisationsabteilung tätig.
Im Juni 1977 wurde er Erster Sekretär des KISZ von Budapest und übte diese Funktion bis Februar 1980 aus. Gleichzeitig war er zwischen 1977 und 1989 Mitglied des Sekretariats und des Exekutivkomitees des KISZ. Danach war er 1980 bis 1984 Erster Sekretär der MSZMP in dem aus Kispest bestehenden XIX. Bezirk von Budapest.
Am 7. Dezember 1984 kehrte er zum KISZ zurück und wurde als Nachfolger von György Fejti Erster Sekretär des KISZ und bekleidete diese Funktion vier Jahre lang bis zu seiner Ablösung durch Imre Nagy im November 1988. Zugleich wurde er am 7. Dezember 1984 Mitglied des ZK der MSZMP. Außerdem wurde er auf dem XIII. Parteikongress am 28. März 1985 zum Mitglied des Politbüro des ZK der MSZMP gewählt und gehörte diesem obersten Führungsgremium der Ungarischen Sozialistischen Arbeiterpartei bis zum 24. Juni 1989 an. Während dieses Zeitraums absolvierte er auch ein Studium an der Parteihochschule der MSZMP und war Mitglied des Jugendausschusses der MSZMP, dessen Vorsitzender er von Juli bis Dezember 1988 war.

### Abgeordneter
Darüber hinaus wurde er am 8. Juni 1985 erstmals als Kandidat der MSZMP zum Abgeordneten des Parlaments (Országgyűlés) gewählt und gehörte diesem bis 1994 an.
Nach Beendigung seiner Tätigkeit als Erster Sekretär des KISZ wurde er am 11. November 1988 Erster Sekretär der MSZMP im Komitat Pest und verblieb auf diesem Posten bis 1989, als er zum Vorsteher des Komitats Pest gewählt wurde. Während dieser Zeit war er auch Mitglied des im Dezember 1988 gegründeten Politischen Verwaltungsausschusses der MSZMP.
Nach Auflösung der MSZMP trat Márothy der am 6. Oktober 1989 gegründeten Ungarischen Sozialistischen Partei MSZP und wurde im Mai 1990 in deren Bundesvorstand gewählt. Zugleich schloss er sich auch im Parlament der Fraktion der MSZP an und war zuletzt von 1990 bis 1994 Vertreter des Wahlkreises Jasz-Nagykun-Szolnok im Parlament. Darüber hinaus war er zeitweilig Vorsitzender der MSZP im Komitat Pest. Zuletzt wurde er 1996 Mitglied des Vorstandes des Linksblock (Baloldali Tömörülés) und 2001 dessen Vizepräsident.